# Mistrzostwa Europy w Pływaniu na krótkim basenie 2012
20. Mistrzostwa Europy w Pływaniu na krótkim basenie odbyły się w dniach od 22 do 25 listopada 2012 w Chartres pod patronatem Europejskiej Federacji Pływackiej (LEN – Ligue Européenne de Natation).

## Klasyfikacja medalowa
| Miejsce | Państwo         | Złoto | Srebro | Brąz | Razem |
| ------- | --------------- | ----- | ------ | ---- | ----- |
| 1       | Francja         | 12    | 6      | 11   | 29    |
| 2       | Dania           | 6     | 4      | 2    | 12    |
| 2       | Węgry           | 6     | 4      | 2    | 12    |
| 4       | Rosja           | 5     | 5      | 2    | 12    |
| 5       | Włochy          | 4     | 2      | 3    | 9     |
| 6       | Ukraina         | 2     | 2      | 3    | 7     |
| 7       | Czechy          | 1     | 2      | 4    | 7     |
| 8       | Wielka Brytania | 1     | 2      | 2    | 5     |
| 9       | Hiszpania       | 1     | 2      | 1    | 4     |
| 10      | Białoruś        | 1     | 1      | 1    | 3     |
| 11      | Polska          | 1     | 0      | 0    | 1     |
| 12      | Belgia          | 0     | 2      | 1    | 3     |
| 12      | Estonia         | 0     | 2      | 1    | 3     |
| 12      | Słowenia        | 0     | 2      | 1    | 3     |
| 15      | Izrael          | 0     | 1      | 2    | 3     |
| 16      | Finlandia       | 0     | 1      | 1    | 2     |
| 16      | Norwegia        | 0     | 1      | 1    | 2     |
| 18      | Chorwacja       | 0     | 1      | 0    | 1     |
| 19      | Irlandia        | 0     | 0      | 1    | 1     |
| 19      | Holandia        | 0     | 0      | 1    | 1     |
| Razem   | Razem           | 40    | 40     | 40   | 120   |

## Reprezentacje
W mistrzostwach udział brało 35 reprezentacji narodowych, 425 sportowców, z czego 242 to mężczyźni, a 183 kobiety.

- Austria
- Belgia
- Białoruś
- Bośnia i Hercegowina
- Bułgaria
- Cypr
- Chorwacja
- Dania
- Estonia
- Finlandia
- Francja
- Niemcy
- Wielka Brytania
- Irlandia
- Islandia
- Wyspy Owcze
- Izrael
- Włochy
- Liechtenstein
- Litwa
- Luksemburg
- Norwegia
- Holandia
- Polska
- Portugalia
- Czechy
- Rosja
- Serbia
- Słowacja
- Słowenia
- Hiszpania
- Szwajcaria
- Turcja
- Ukraina
- Węgry

### Reprezentacja Polski
- Konrad Czerniak – popłynął na 50 i 100m stylem motylkowym oraz na 50 i 100m stylem dowolnym
- Mateusz Sawrymowicz – popłynął na 1500m i 400m stylem dowolnym
- Radosław Kawęcki – popłynął na 200m stylem grzbietowym

## Wyniki
| Konkurencja:          | Złoto: | Czas           | Srebro: | Czas        | Brąz: | Czas       |
| Styl grzbietowy       | |                | |             | |            |
| Mężczyźni 50 m        | Jérémy Stravius · Francja | 23.28          | Gaj Barnea · Izrael | 23.46 NR    | Władimir Morozow · Rosja | 23.47      |
| Kobiety 50 m          | Laure Manaudou · Francja | 26.78 NR       | Sanja Jovanović · Chorwacja | 26.84       | Simona Baumrtová · Czechy | 26.97      |
| Mężczyźni 100 m       | Jérémy Stravius · Francja | 49.70          | Benjamin Stasiulis · Francja | 50.31       | Damiano Lestingi · Włochy | 51.35      |
| Kobiety 100 m         | Daryna Zewina · Ukraina | 57.07          | Laure Manaudou · Francja | 57.70       | Simona Baumrtová · Czechy | 58.08      |
| Mężczyźni 200 m       | Radosław Kawęcki · Polska | 1:48.51 CR, NR | Péter Bernek · Węgry | 1:49.41, NR | Benjamin Stasiulis · Francja | 1:51.81    |
| Kobiety 200 m         | Daryna Zewina · Ukraina | 2:01.97 CR, NR | Alexianne Castel · Francja | 2:03.23     | Simona Baumrtová · Czechy | 2:03.43 CR |
| Styl klasyczny        | |                | |             | |            |
| Mężczyźni 50 m        | Fabio Scozzoli · Włochy | 26.18          | Aleksander Hetland · Norwegia | 26.20       | Damir Dugonjič · Słowenia | 26.24 NR   |
| Kobiety 50 m          | Petra Chocová · Czechy | 30.02 =NR      | Rikke Møller Pedersen · Dania | 30.25       | Sycerika McMahon · Irlandia | 30.34 NR   |
| Mężczyźni 100 m       | Fabio Scozzoli · Włochy | 57.25          | Martti Aljand · Estonia | 57.75       | Giacomo Perez d'Ortona · Francja | 57.76      |
| Kobiety 100 m         | Rikke Møller Pedersen · Dania | 1:04.12 NR, CR | Petra Chocová · Czechy | 1:05.50 NR  | Marina García Urzainqui · Hiszpania | 1:05.82 NR |
| Mężczyźni 200 m       | Wiaczesław Sińkiewicz · Rosja | 2:04.55        | Ihor Borysyk · Ukraina | 2:05.12     | Andrij Kowałenko · Ukraina | 2:05.21    |
| Kobiety 200 m         | Rikke Møller Pedersen · Dania | 2:17.26        | Marina García Urzainqui · Hiszpania | 2:20.57 NR  | Hanna Dzerkal · Ukraina | 2:21.94 NR |
| Styl motylkowy        | |                | |             | |            |
| Mężczyźni 50 m        | Rafael Muñoz · Hiszpania | 22.53          | Frédérick Bousquet · Francja | 22.54       | Andrij Howorow · Ukraina | 22.72      |
| Kobiety 50 m          | Jeanette Ottesen · Dania | 25.21          | Alaksandra Hierasimienia · Białoruś | 25.53 NR    | Mélanie Henique · Francja | 25.76      |
| Mężczyźni 100 m       | Jewgienij Korotyszkin · Rosja | 49.98          | Rafael Muñoz · Hiszpania | 50.39       | Medhy Metella · Francja | 50.66      |
| Kobiety 100 m         | Ilaria Bianchi · Włochy | 56.40 NR       | Kimberly Buys · Belgia | 57.00 NR    | Jeanette Ottesen · Dania | 57.13      |
| Mężczyźni 200 m       | László Cseh · Węgry | 1:52.11        | Viktor Bromer · Dania | 1:53.38     | Joeri Verlinden · Holandia | 1:53.47    |
| Kobiety 200 m         | Katinka Hosszú · Węgry | 2:05.78        | Stefania Pirozzi · Włochy | 2:06.09     | Alessia Polieri · Włochy | 2:06.63    |
| Styl dowolny          | |                | |             | |            |
| Mężczyźni 50 m        | Florent Manaudou · Francja | 20.70          | Władimir Morozow · Rosja | 20.89       | Frédérick Bousquet · Francja | 20.97      |
| Kobiety 50 m          | Alaksandra Hierasimienia · Białoruś | 23.85 NR       | Triin Aljand · Estonia | 24.24       | Jeanette Ottesen · Dania | 24.24      |
| Mężczyźni 100 m       | Władimir Morozow · Rosja | 45.68          | Jewgienij Łagunow · Rosja | 46.52       | Yannick Agnel · Francja | 46.80      |
| Kobiety 100 m         | Wieronika Popowa · Rosja | 52.86 NR       | Jeanette Ottesen · Dania | 53.13       | Charlotte Bonnet · Francja | 53.23      |
| Mężczyźni 200 m       | Yannick Agnel · Francja | 1:41.46        | Pieter Timmers · Belgia | 1:43.08 NR  | Grégory Mallet · Francja | 1:43.21    |
| Kobiety 200 m         | Camille Muffat · Francja | 1:52.20        | Charlotte Bonnet · Francja | 1:54.00     | Wieronika Popowa · Rosja | 1:54.20    |
| Mężczyźni 400 m       | Yannick Agnel · Francja | 3:37.54        | Gabriele Detti · Włochy | 3:41.66     | Andrea Mitchell D’Arrigo · Włochy | 3:42.32    |
| Kobiety 400 m         | Camille Muffat · Francja | 3:54.85 WR     | Lotte Friis · Dania | 3:58.85     | Coralie Balmy · Francja | 3:59.80    |
| Kobiety 800 m         | Lotte Friis · Dania | 8:10.24        | Hannah Miley · Wielka Brytania | 8:15.66     | Aimee Willmott · Wielka Brytania | 8:18.90    |
| Mężczyźni 1500 m      | Gregorio Paltrinieri · Włochy | 14:27.78       | Serhij Frołow · Ukraina | 14:30.87    | Anthony Pannier · Francja | 14:41.97   |
| Mężczyźni 4 × 50 m    | Francja · Florent Manaudou (20.83) · Frédérick Bousquet (20.65) · Jérémy Stravius (21.00) · Amaury Leveaux (20.83) · Joris Hustache (kwal.) · Grégory Mallet (kwal.) · Medhy Metella (kwal.)                              | 1:23.31        | Rosja · Władimir Morozow (20.78) NR · Andriej Grieczin (21.21) · Jewgienij Łagunow (20.84) · Witalij Syrnikow (21.16) · Jewgienij Korotyszkin(kwal.) | 1:23.99 NR  | Belgia · Emmanuel Vanluchene (21.75) · Pieter Timmers (21.27) · Yoris Grandjean (21.58) · Jasper Aerents (21.00) · Stijn Depypere (kwal.)       | 1:25.60 NR |
| Kobiety 4 × 50 m      | Dania · Jeanette Ottesen (24.34) · Kelly Riber Rasmussen (24.59) · Julie Levisen (24.73) · Pernille Blume (24.44) | 1:38.10        | Finlandia · Emilia Pikkarainen (25.09) · Lotta Nevalainen (24.29) · Laura Kurki (24.21) · Hanna-Maria Seppälä (24.54)                                | 1:38.13     | Białoruś · Julija Chitra (25.12) · Alaksandra Hierasimienia (23.68) · Aksana Dziamidawa (25.10) · Swiatłana Chachłowa (24.49)                   | 1:38.39    |
| Styl zmienny          | |                | |             | |            |
| Mężczyźni 100 m       | Władimir Morozow · Rosja | 51.89          | Peter Mankoč · Słowenia | 52.64       | Martti Aljand · Estonia | 52.92      |
| Kobiety 100 m         | Katinka Hosszú · Węgry | 58.83          | Zsuzsanna Jakabos · Węgry | 59.15       | Siobhan-Marie O’Connor · Wielka Brytania | 59.72      |
| Mężczyźni 200 m       | László Cseh · Węgry | 1:52.74, NR    | Jérémy Stravius · Francja | 1:54.00 NR  | Gal Newo · Izrael | 1:55.14    |
| Kobiety 200 m         | Katinka Hosszú · Węgry | 2:05.78        | Hannah Miley · Wielka Brytania | 2:06.21 NR  | Zsuzsanna Jakabos · Węgry | 2:06.66    |
| Mężczyźni 400 m       | László Cseh · Węgry | 4:00.99        | Dávid Verrasztó · Węgry | 4:02.54     | Gal Newo · Izrael | 4:04.80    |
| Kobiety 400 m         | Hannah Miley · Wielka Brytania | 4:23.47 ER     | Katinka Hosszú · Węgry | 4:23.91 NR  | Zsuzsanna Jakabos · Węgry | 4:25.61    |
| Mężczyźni 4 × 50 m    | Francja · Jérémy Stravius (23.47) · Giacomo Perez d'Ortona (26.12) · Frédérick Bousquet (22.58) · Florent Manaudou (20.18) · Dorian Gandin (kwal.) · Romain Sassot (kwal.) · Grégory Mallet (kwal.)                       | 1:32.35        | Rosja · Władimir Morozow (23.59) · Oleg Utiechin (26.50) · Jewgienij Korotyszkin (22.52) · Jewgienij Łagunow (21.26) · Witalij Syrnikow (kwal.)      | 1:33.87     | Czechy · Martin Baďura (24.51) · Petr Bartůněk (26.70) · Michal Ledl (22.97) · Tomáš Plevko (21.00)                                             | 1:35.18    |
| Kobiety 4 × 50 m      | Dania · Kristina Thomsen (28.16) · Rikke Møller Pedersen (29.83) · Jeanette Ottesen (25.10) · Pernille Blume (24.32) | 1:47.41        | Czechy · Simona Baumrtová (26.98) · Petra Chocová (29.34) · Lucie Svěcená (26.59) · Aneta Pechancová (24.76) · Barbora Závadová (kwal.)              | 1:47.67     | Francja · Laure Manaudou (27.04) · Fanny Babou (31.01) · Melanie Henique (25.33) · Anna Santamans (24.32) · Béryl Gastaldello (kwal.)           | 1:47.70    |
| Sztafeta mieszana     | |                | |             | |            |
| 4 × 50 m Styl dowolny | Francja · Frédérick Bousquet (20.97) · Florent Manaudou (20.35) · Camille Muffat (24.39) · Anna Santamans (23.93) · Amaury Leveaux (kwal.) · Medhy Metella (kwal.) · Charlotte Bonnet (kwal.) · Béryl Gastaldello (kwal.) | 1:29.64        | Rosja · Andriej Grieczin (21.53) · Władimir Morozow (20.45) · Wieronika Popowa (24.07) · Rozalija Nasrietdinowa (24.36) · Witalij Syrnikow (kwal.)   | 1:30.41     | Finlandia · Hanna-Maria Seppälä (24.74) · Laura Kurki (24.11) · Andrei Tuomola (21.72) · Ari-Pekka Liukkonen (21.17) · Lotta Nevalainen (kwal.) | 1:31.74    |
| 4 × 50 m Styl zmienny | Francja · Jérémy Stravius (23.13) · Florent Manaudou (25.90) · Mélanie Henique (25.61) · Anna Santamans (24.10) · Cloé Crédeville (kwal.) · Justine Bruno (kwal.) · Frédérick Bousquet (kwal.)                            | 1:38.74        | Słowenia · Anja Čarman (27.19) · Damir Dugonjič (25.57) · Peter Mankoč (22.20) · Nastja Govejšek (24.83)                                             | 1:39.79     | Norwegia · Lavrans Solli (24.08) · Aleksander Hetland (25.78) · Monica Johannessen (26.06) · Cecilie Johannessen (24.18)                        | 1:40.10    |

Legenda: WR – Rekord Świata; WBT – Najlepszy czas w sezonie; ER – Rekord Europy; NR – Rekord kraju; CR – Rekord Mistrzostw Europy